# The Miracle Worker (ER)
The Miracle Worker is de tiende aflevering van het vijfde seizoen van de televisieserie ER, die voor het eerst werd uitgezonden op 17 december 1998.

## Verhaal
Dr. Benton probeert vrij te zijn op kerstavond, maar dit wordt gedwarsboomd door dr. Romano. Tijdens een operatie roept dr. Benton de hulp in van dr. Romano, die uit een kerstborrel wordt geroepen. Als dr. Romano mee helpt met de operatie merkt dr. Benton een alcohollucht op bij hem en vermoed dat hij dronken is. Dit besluit hem om dr. Romano weg te duwen, deze actie kan hem zijn carrière kosten.
Dr. Carter wil de ouders van een achttienjarige jongen overtuigen om zijn organen te doneren nadat hij hersendood is verklaard. Dit vooral omdat hij een zestienjarig meisje als patiënte heeft die dringend een lever nodig heeft en dat zij samen dezelfde zeldzame bloedgroep hebben. 
Dr. Ross en Hathaway hebben een discussie over hoe te handelen met een dertienjarige patiënte die zwanger is.
Dr. Corday is gecharmeerd van een muzikant die zaadbalkanker heeft.
Jerry Markovic betrapt dr. Lee terwijl zij aan het snuffelen is in het kastje van dr. Greene en vermoedt nu dat zij dr. Greene aan het stalken is. Als hij dit aan andere verteld wil niemand hem geloven. 

## Rolverdeling

### Hoofdrollen
- Anthony Edwards - Dr. Mark Greene
- George Clooney - Dr. Doug Ross
- Noah Wyle - Dr. John Carter
- Eriq La Salle - Dr. Peter Benton
- Laura Innes - Dr. Kerry Weaver
- Alex Kingston - Dr. Elizabeth Corday
- Mare Winningham - Dr. Amanda Lee
- Paul McCrane - Dr. Robert Romano
- Kellie Martin - Lucy Knight
- Julianna Margulies - verpleegster Carol Hathaway
- Ellen Crawford - verpleegster Lydia Wright
- Conni Marie Brazelton - verpleegster Connie Oligario
- Laura Cerón - verpleegster Chuny Marquez
- Gedde Watanabe - verpleger Yosh Takata
- Deezer D - verpleger Malik McGrath
- Dinah Lenney - verpleegster Shirley
- Montae Russell - ambulancemedewerker Dwight Zadro
- Abraham Benrubi - Jerry Markovic
- Lisa Nicole Carson - Carla Reese

### Gastrollen (selectie)
- Tom Amandes - David Gardner
- Laurie O'Brien - Mrs. Richards
- Cork Hubbert -  chagrijnige elf
- Travis McKenna - Mr. DeMisa
- Julia Whelan - Laura
- Perry Anzilotti - Perry
- Felecia M. Bell - Janna Mikami
- Richard Narita - Frank Mikami
- Patricia Fraser - Flossie Hutton